# Ed Francis
Edmund Charles Francis, noto semplicemente come Ed Francis (Chicago, 11 giugno 1926 – Overland Park, 18 novembre 2016), è stato un wrestler, imprenditore, promoter statunitense.
Fu molto attivo alle Hawaii negli anni sessanta e settanta. Insieme al socio in affari Lord James Blears, Francis fu l'artefice del "periodo d'oro" del wrestling hawaiano negli anni sessanta e settanta, e il programma televisivo 50th State Big Time Wrestling divenne uno dei più seguiti alle Hawaii. Tuttavia, il periodo fortunato per il wrestling alle Hawaii terminò nel 1979, quando egli vendette la promozione 50th State Big Time Wrestling a "High Chief” Peter Maivia.

## Titoli e riconoscimenti
- Cauliflower Alley Club
  - Other honoree (1994)
- Midwest Wrestling Association
  - MWA Ohio Tag Team Championship (2) - con Ray Stevens (1) e Leon Graham (1)
- NWA Tri-State
  - NWA World Junior Heavyweight Championship (1)
- Pacific Northwest Wrestling
  - NWA Pacific Northwest Heavyweight Championship (5)
- Ring Around The Northwest Newsletter
  - Wrestler of the Year (1957)[3]
- Stampede Wrestling
  - NWA Canadian Heavyweight Championship (Calgary version) (1)